# Bernardus Blok
Pour les articles homonymes, voir Blok.
Bernardus Blok, né le 10 avril 1753 à Makassar et mort le 29 juillet 1818 à Alkmaar, est un homme politique néerlandais.

## Biographie
Blok est issu d'une famille régente de Hollande ; son père était gouverneur de la colonie néerlandaise de Sulawesi puis bourgmestre d'Enkhuizen, en Hollande. Bernardus Blok devient avocat à Enkhuizen en 1775. Il participe à la Révolution batave et devient secrétaire de la commission des finances de la Hollande du nord à Hoorn en novembre 1785. Le 13 février 1787, il intègre le comité patriote d'Amsterdam, avec Pieter Paulus et huit autres personnes. Son domicile à Hoorn est saccagé le 4 mars lors d'une révolte orangiste le 4 mars. Lors de la répression prussienne en septembre 1787, Blok s'enfuit à Bruxelles avec 70 000 florins puisé dans les 200 000 dont il avait la charge.
Banni de Hollande, Zélande et Frise occidentale, il s'exile ensuite à Gravelines où il monte une entreprise de pêche au hareng qui emploie de nombreux patriotes exilés dans le nord de la France. Il s'y montre un partisan de Johan Valckenaer.
Le 21 février 1793, il accompagne l'armée française commandée par Dumouriez qui occupe Bréda et anime le comité révolutionnaire de la ville. Toutefois, les Français sont peu après contraints d'évacuer Bréda après la défaite de Dumouriez à Neerwinden ; Block rentre alors en France. Les patriotes De Kock, Van Hooff, Schilge, Probsteg et Blok sont accusés d'être liés à la trahison de Dumouriez, le 9 mars 1794 par le Comité de salut public. De Kock est guillotiné avec les hébertistes le 24 mars. Blok est jeté en prison et y reste jusqu'à la fin de 1794.
Blok rentre en Hollande en février 1795, après la mise en place de la République batave. Il siège aux assemblées provisoires de Enkhuizen et de Hollande. Il est élu député d'Enkhuizen à la première assemblée nationale batave le 27 janvier 1796. Unitariste modéré, il s'est parfois opposés aux propositions radicales de Pieter Vreede ou Johan Valckenaer. À l'assemblée, qu'il préside du 17 au 31 octobre 1796, il siège au comité des Colonies ; il a notamment proposé l'abolition de l'esclavage mais la proposition a été rejetée. Après le rejet du projet constitutionnel par référendum le 8 août 1797, Blok n'est pas réélu à l'assemblée.
Il se retire à Enkhuizen et devient commissaire des douanes à Hoorn. En 1805, il est envoyé à Curaçao comme agent des impôts. En 1808, il devient secrétaire de Daendels nommé gouverneur général de Batavia. Il rentre en Europe en 1811 et devient juge au tribunal d'Alkmaar.